# Zakład Komunikacji Miejskiej w Hajnówce

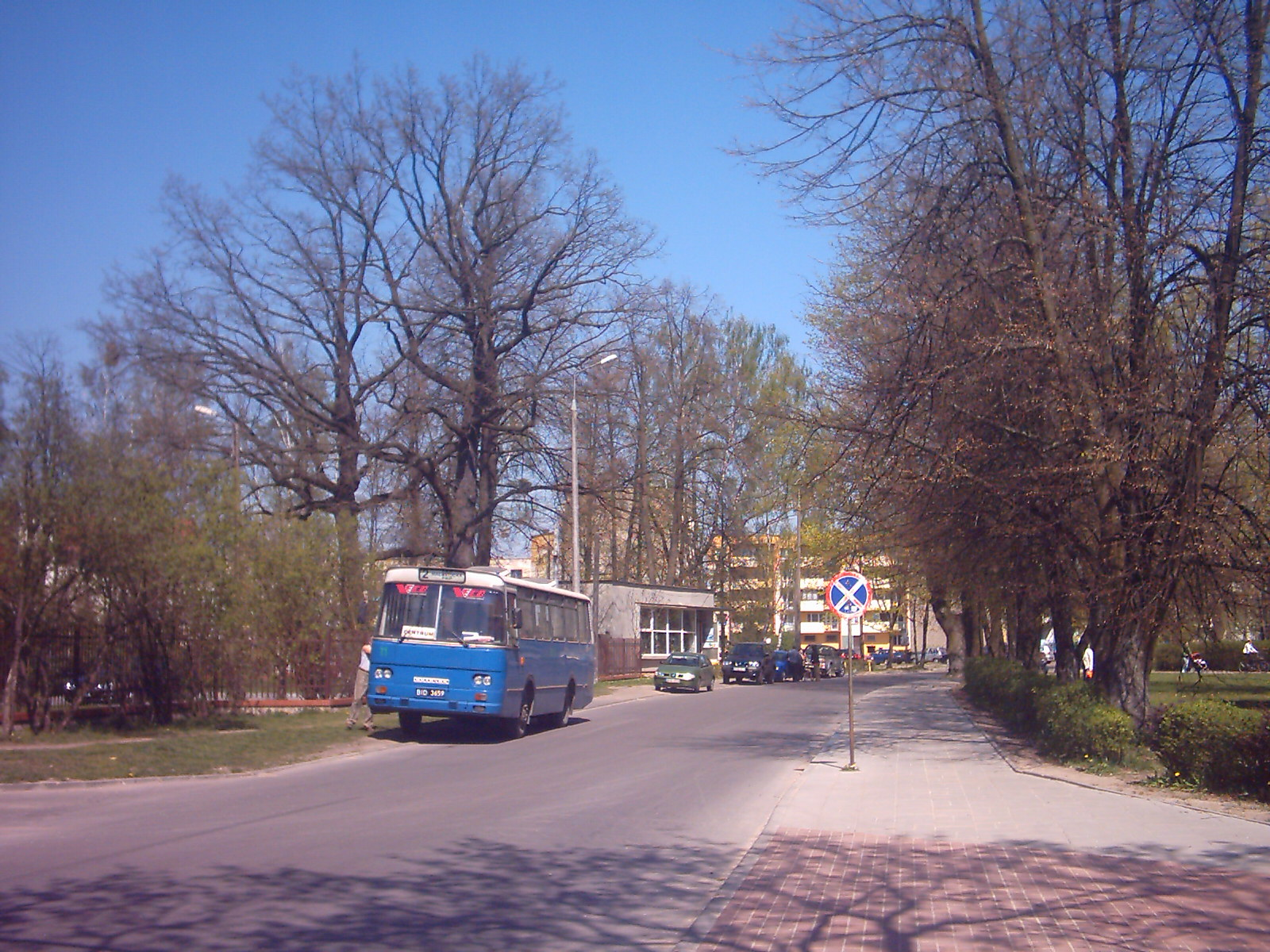
Autosan H9-35

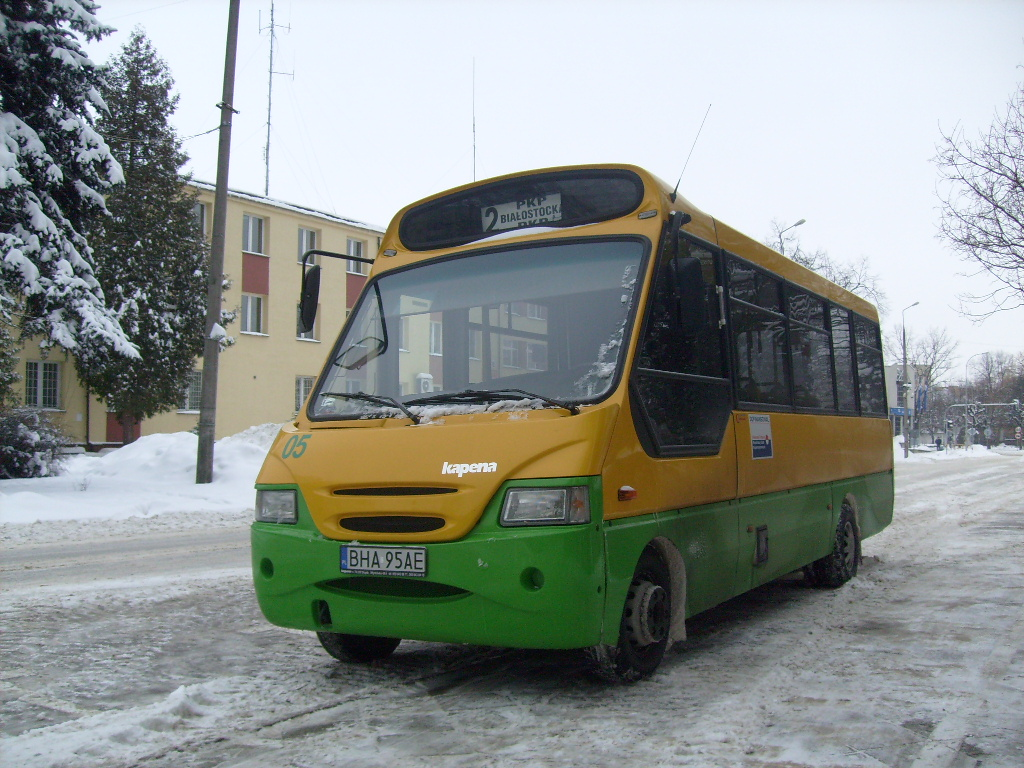
Kapena

ZKM Hajnówka – przedsiębiorstwo komunikacji miejskiej w Hajnówce. Obecnie obsługuje 3 linie dziesięcioma pojazdami. ZKM oferuje także usługi w zakresie przewozu osób na terenie całego kraju. Świadczone usługi wykonywane są autobusem turystycznym marki Solbus, autobusem marki MAZ, busem 15-osobowym marki Fiat Ducato oraz 8-osobowym samochodem do przewozu osób niepełnosprawnych marki Mercedes.

## Historia
Dnia 4 listopada 1979 r. w Hajnówce rozpoczął swą działalność oddział Miejskiego Przedsiębiorstwa Komunikacyjnego w Białymstoku. Data ta przyjmowana jest jako początek istnienia komunikacji miejskiej w Hajnówce. W dniu otwarcia firma posiadała 5 autobusów marki Jelcz PR110 i zatrudniała 6 kierowców, 1 mechanika, 3 pracowników umysłowych. Zajezdnia mieściła się na terenie Spółdzielni Transportu Wiejskiego przy ul. Wiejskiej 1. W dniu otwarcia uruchomiono 1 linię komunikacyjną na trasie Wiejska – Judzianka – Wiejska.
Dnia 1 stycznia 1989 roku Oddział Komunikacji Miejskiej w Hajnówce został przejęty przez Przedsiębiorstwo Gospodarki Komunalnej i Mieszkaniowej w Hajnówce.
W roku 1994 na podstawie Uchwały Rady Miasta Hajnówka nr VI/48/94 z dnia 7 grudnia 1994 utworzono zakład budżetowy o nazwie Zakład Komunikacji Miejskiej w Hajnówce.
Linia nr 2 powstała 2 lata po otworzeniu pierwszej. Historia hajnowskiej komunikacji pamięta także dwie inne linie, które dziś już nie kursują. Jedna z nich to 1s, która została otwarta po zamknięciu linii nr 3. Kursowała najprawdopodobniej na trasie SZPITAL – Lipowa – 3 maja – Bielska – Górna – Wrzosowa – Warszawska – JUDZIANKA. Po pewnym czasie linia ta kursowała także przez osiedle Mazury (SZPITAL – Lipowa – 3 maja – Bielska – Nowowarszawska – Warszawska – JUDZIANKA).
Drugą linią była linia nr 3. Kursowała ona podobnie jak dzisiejsza linia 2s: WRZOSOWA – Warszawska – Judzianka – Warszawska – Nowowarszawska – Bielska – 3 maja – Batorego – 11 Listopada – Lipowa – Szpital.
Uchwałą XXVII/173/17 z dnia 29 marca 2017 roku Rada Miejska rozpoczęła likwidację ZKM, zakończoną w maju 2018 r. Zadania ZKM przejęło Przedsiębiorstwo Usług Komunalnych sp. z o. o.

## Linie
| Numer linii | Rodzaj | Trasa |  |
| 1           | zwykła | GÓRNA-Bielska-Targowa-(Poddolna-Długa)-Prosta-Bielska-(Nowowarszawska-Warszawska)-3 Maja-(Reja)-Piłsudskiego (powrót:Piłsudskiego-Reja-3 Maja)-Warszawska-Judzianka(nawrót)-Warszawska-WRZOSOWA                                                                                                 |  |
| 2           | zwykła | DZIEŃ POWSZEDNI: PKP-Białowieska-Piłsudskiego-Reja-3 Maja-Batorego-Lipowa-Szpital(nawrót)-Lipowa-Batorego-Sportowa-BIAŁOSTOCKA-Główna-DUBINY SOBOTY I DNI ŚWIĄTECZNE: PKP-Białowieska-Piłsudskiego-Reja-3 maja-(Sportowa-Batorego)-Lipowa-Szpital (nawrót)-Lipowa-Batorego-Sportowa-BIAŁOSTOCKA |  |
| 2s          | zwykła | WRZOSOWA/PĘTLA/-Wrzosowa-Warszawska-Judzianka(nawrót)-Warszawska-Nowowarszawska-Bielska-3 Maja-Lipowa-SZPITAL |  |

## Tabor[2]
| Typ autobusu           | Ekploatacja od | przewóz osób na wózkach | Liczba |
| ---------------------- | -------------- | ----------------------- | ------ |
| Kapena Thesi City      | 2006           | przewóz osób na wózkach | 1      |
| Solbus C 10,5          | 2006           |                         | 1      |
| MAZ 206                | 2008           | przewóz osób na wózkach | 4      |
| Fiat Ducato            | 2010           |                         | 1      |
| ZAZ A10                | 2015           | przewóz osób na wózkach | 3      |
| Karsan Jest            | 2019           | przewóz osób na wózkach | 1      |
| Mercedes-Benz O550     | 2019           |                         | 1      |
| Mercedes-Benz Tourismo | 2019           |                         | 1      |